# Habbanaghatta Kaval, Arsikere
Habbanaghatta Kaval là một làng thuộc tehsil Arsikere, huyện Hassan, bang Karnataka, Ấn Độ.